# Adolf Prokop

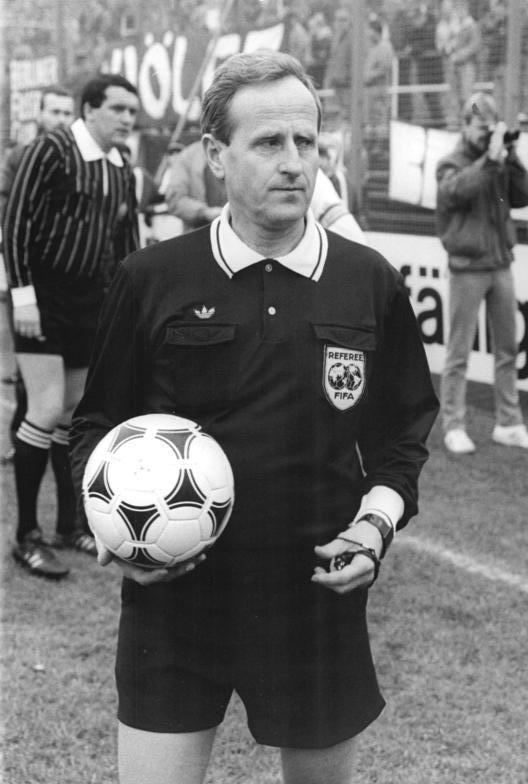
Adolf Prokop in 1988

Adolf Prokop (Altenbuch, 2 februari 1939) was voetbalscheidsrechter in het toenmalige Oost-Duitsland. Hij was als arbiter actief op twee WK-eindronden (1978 en 1982), bij de Olympische Spelen (1976) en bij het EK voetbal in 1980 en 1984.
Daarnaast gaf Prokop leiding aan de finale in 1979 van de Europese Supercup tussen Nottingham Forest en FC Barcelona (1-0), en aan de eindstrijd van de UEFA Cup in 1981 tussen Ipswich Town en AZ Alkmaar (3-0). 
Hij kwam in opspraak omdat hij banden zou onderhouden met de Stasi in Oost-Duitsland. Prokop leidde 27 interlands en 60 Europa-Cupwedstrijden. Tussen 1958 en 1988 leidde hij daarnaast 283 duels in de hoogste afdeling van Oost-Duitsland, de DDR-Oberliga.

## Interlands
| Datum             | Wedstrijd                  | Uitslag | Competitie        |
| ----------------- | -------------------------- | ------- | ----------------- |
| 26 mei 1974       | Nederland – Argentinië     | 4 – 1   | Vriendschappelijk |
| 13 november 1974  | Tsjecho-Slowakije – Polen  | 2 – 2   | Vriendschappelijk |
| 17 december 1975  | Schotland – Roemenië       | 1 – 1   | EK-kwalificatie   |
| 20 juni 1976      | Iran – Cuba                | 1 – 0   | Olympische Spelen |
| 22 september 1976 | Oostenrijk – Zwitserland   | 3 – 1   | Vriendschappelijk |
| 10 november 1976  | België – Noord-Ierland     | 2 – 0   | WK-kwalificatie   |
| 7 september 1977  | Noorwegen – Zweden         | 2 – 1   | WK-kwalificatie   |
| 16 november 1977  | Tsjecho-Slowakije – Wales  | 1 – 0   | WK-kwalificatie   |
| 7 juni 1978       | Nederland – Peru           | 0 – 0   | WK-eindronde      |
| 20 september 1978 | Denemarken – Engeland      | 3 – 4   | EK-kwalificatie   |
| 27 juni 1979      | Denemarken – Sovjet-Unie   | 1 – 2   | Vriendschappelijk |
| 11 juni 1980      | Nederland – Griekenland    | 1 – 0   | EK-eindronde      |
| 30 mei 1981       | Zwitserland – Engeland     | 2 – 1   | WK-kwalificatie   |
| 14 oktober 1981   | Albanië – Bulgarije        | 0 – 2   | WK-kwalificatie   |
| 1 juli 1982       | Oostenrijk – Noord-Ierland | 2 – 2   | WK-eindronde      |
| 17 november 1982  | Griekenland – Engeland     | 0 – 3   | EK-kwalificatie   |
| 9 juni 1983       | Zweden – Roemenië          | 0 – 1   | EK-kwalificatie   |
| 12 oktober 1983   | Joegoslavië – Noorwegen    | 2 – 1   | EK-kwalificatie   |
| 19 juni 1984      | Denemarken – België        | 3 – 2   | EK-eindronde      |
| 22 augustus 1984  | Hongarije – Zwitserland    | 3 – 0   | Vriendschappelijk |
| 14 november 1984  | Schotland – Spanje         | 3 – 1   | WK-kwalificatie   |
| 17 mei 1987       | Hongarije – Polen          | 5 – 3   | EK-kwalificatie   |
| 14 november 1987  | Italië – Zweden            | 2 – 1   | EK-kwalificatie   |
| 23 maart 1988     | Engeland – Nederland       | 2 – 2   | Vriendschappelijk |
| 17 mei 1988       | Hongarije – Oostenrijk     | 0 – 4   | Vriendschappelijk |
| 28 september 1988 | Denemarken – IJsland       | 1 – 0   | Vriendschappelijk |